# Gabriel Barbosa
Gabriel Barbosa Almeida (São Bernardo do Campo, São Paulo, 30 de agosto de 1996) también conocido como Gabigol, es un futbolista brasileño que juega como delantero en el Cruzeiro del Campeonato brasileño de Serie A. Fue internacional absoluto con la selección de fútbol de Brasil.
Hizo su debut profesional con el Santos, en 2013, contra el propio Flamengo. Pronto se convirtió en titular y se ganó el reconocimiento de los fanáticos del Santos como el máximo goleador del equipo en la temporada y el máximo goleador de la Copa Brasil 2014. Fue máximo goleador del Peixe con 8 goles en la Copa de Brasil 2015, en la que el club fue subcampeón. Al año siguiente, volvió a destacar y fue el máximo goleador del club y campeón del Campeonato de São Paulo 2016. Poco después, fue fichado por el Internazionale. Tras un paso intrascendente en el equipo, fue cedido al Benfica, en el que tuvo otro paso tímido, anotando solo un gol en un partido oficial por la Copa de Portugal. Gabigol regresó al Santos cedido por el Internazionale a principios de 2018, dejando el Benfica después de seis meses.
En 2019 fue cedido al Flamengo, donde hizo una gran temporada: fue campeón del Campeonato Carioca, levantó el título del Campeonato Brasileño, se convirtió en máximo goleador con 25 goles, y también se destacó en la Copa Libertadores, donde marcó dos goles en la final ante River Plate, ganando la competición y también fue máximo goleador, con 9 goles. El año fue suficiente para convertirse en uno de los mayores ídolos de la historia del club.
Participó en algunos torneos divisionales juveniles de la selección brasileña, como el Mundial Sub-17 2013 y el Sudamericano Sub-20 2015, ganando el Torneo Internacional COTIF 2014. En el equipo principal, fue convocado para competir en la Copa América Centenario en 2016, en Estados Unidos. En el mismo año, formó parte del equipo que ganó la medalla de oro sin precedentes en los Juegos Olímpicos de Río de Janeiro.

## Trayectoria

### Profesional
Fue descubierto por Zito, exjugador e ídolo del Santos, en un partido de futsal jugando para el São Paulo contra los Peixes.
El 29 de septiembre de 2012 firmó su primer contrato con los insanos, con una cláusula de recesión de 50 millones de euros.
Debutó con el primer equipo el 16 de enero de 2013, en un partido amistoso contra Grêmio Barueri. Pero su primer partido oficial fue el 26 de mayo en la primera fecha del Campeonato Brasileño, se enfrentó a Flamengo, ingresó al minuto 69 por Henrique y empataron 0 a 0.
El 21 de agosto jugó su primer encuentro en la Copa de Brasil, ante Grêmio, anotó un su primer gol como profesional al minuto 82 y ganaron 1 a 0. Pero el partido de vuelta lo ganó Grêmio 2 a 0 y pasaron de ronda.
En el siguiente encuentro, contra Vitória, anotó su primer gol en el Campeonato Brasileño, el 24 de agosto, ganaron 2 a 0.

### Inter de Milán
En agosto de 2016, después de proclamarse campeón en los Juegos Olímpicos de Brasil, y pese al interés de escuadras como Barcelona, Juventus, Leicester y Chelsea, fichó por el cuadro neroazurro por 25 millones de euros. Le fue adjudicada la camiseta número 96, año de su nacimiento. Sin embargo, pese a la gran expectativa que se tenía en el, apenas convirtió 1 gol en 10 partidos jugados en el conjunto italiano. Rápidamente lo cedieron al SL Benfica.

### Sport Lisboa e Benfica (préstamo)
En agosto de 2017 se confirmó su cesión al S. L. Benfica sin opción a compra durante una temporada. Hizo su debut el 12 de septiembre en un partido de la UEFA Champions League frente a CSKA Moscú, reemplazando a Alex Grimaldo en el minuto 77.
Gabriel hace su debut en la Primeira Liga en la derrota 2–1 frente a Boavista el 16 de septiembre de 2017, reemplazando a Andrija Živković, nuevamente en el minuto 77. Abandonó el club en enero habiendo jugado solo 165 minutos y convirtiendo un solo gol, contra Olhanense en la Copa de Portugal.

### Regreso a Santos
El 25 de enero de 2018, el exclub de Gabriel, Santos, anunció que había alcanzado un acuerdo con el Inter para su regreso al club a través de un préstamos por un año. Hizo su re-debut con el club el 11 de febrero, comenzando y anotando el segundo de su equipo en un empate 2-2 a domicilio contra Ferroviária.
Gabriel hizo su debut en la Copa Libertadores el 1 de marzo de 2018, comenzando en una derrota por 2-0 ante el Real Garcilaso. El 11 de mayo, anotó un triplete, el primero de su carrera profesional, en una goleada por 5-1 sobre el Luverdense en casa, para la copa nacional del año.
El 1 de septiembre de 2018 anotó todos los goles de su equipo en la victoria a domicilio por 3-0 ante el Vasco da Gama.

### Flamengo

#### 2019
El 8 de enero, se anunció a préstamo del Internazionale hasta finales de 2019. El préstamo era gratuito, pero el rojinegro se encargaba del pago íntegro de los sueldos del atacante; 3,5 millones de euros gratis al año, unos de R$ 15 millones (R$ 1,25 millones mensuales). El 11 de enero, Flamengo confirmó oficialmente el contrato; se le presentó la camiseta 12 en honor a los aficionados, pero comenzó a usar la camiseta 9. Debutó el 23 de enero, en una victoria por 2-1 sobre Resende, por el Campeonato Carioca. El 24 de febrero, también para el Campeonato Carioca, Gabigol anotó su primer gol con el Flamengo, en la victoria por 4-1 sobre el Americano. este fue el primer partido de una racha de seis goles que incluyó goles en los partidos de la Copa Libertadores contra San José y LDU Quito y doblete ante Portuguesa (RJ) y Madureira en el Campeonato Carioca. Flamengo ganó el Campeonato Carioca 2019 con Gabriel anotando 7 goles en 12 partidos, también siendo seleccionado para el equipo del año del torneo.

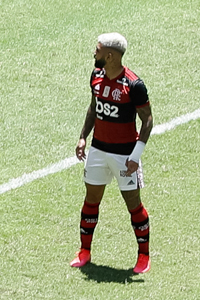
Gabigol en la Supercopa de Brasil 2020.

El 23 de noviembre de 2019, Gabriel anotó dos goles al final de la final de la Copa Libertadores de 2019, en la victoria por 2-1 sobre River Plate, cuando también fue expulsado en el juego, y se convirtió en el máximo goleador de la competición con nueve goles. Menos de 24 horas después, Flamengo se convirtió en campeón del Campeonato Brasileiro, con Gabriel anotó 25 goles en la liga en el campeonato y se convirtió en el primer jugador desde Túlio Maravilha en 1995 en ser el máximo goleador de la nación en dos años consecutivos; también se convirtió en el máximo goleador del Brasileirão en la era del doble sistema de todos contra todos, establecida en 2003.
Los seguidores del Flamengo adoptaron rápidamente a Gabriel como uno de sus jugadores favoritos y corearon el lema Hoje tem gol do Gabigol (hoy Gabigol marcará) con frecuencia en los estadios. Fue galardonado con el premio Bola de Ouro por sus esfuerzos en Brasil y fue coronado Futbolista Sudamericano del Año por el diario uruguayo El País.

#### 2020
El 27 de enero de 2020, Flamengo anunció que los clubes acordaron una transferencia permanente y Gabriel firmó un contrato con el club hasta diciembre de 2024 con un acuerdo por valor de 18,5 millones de euros.

#### 2022
El 4 de septiembre de 2022, Gabriel se convirtió en el jugador más joven en alcanzar los 100 goles en el Campeonato Brasileiro. En esa fecha, Flamengo y Ceará empataron 1-1, en Maracaná, por la 25.ª jornada del Campeonato Brasileiro.

#### Suspensión de dos años (2024)
El 25 de marzo de 2024, la Justicia Deportiva Antidopaje de Brasil anunció el castigo de dos años de suspensión para el jugador, esto por obstruir un control antidopaje. En abril de 2024, el TAS suspendió el castigo por lo que Gabigol podrá seguir jugando.

## Selección nacional

### Juveniles
Gabigol ha sido parte de la selección de Brasil en las categorías juveniles sub-15, sub-17, sub-20 y sub-23.
Comenzó el proceso desde los 14 años. En el 2011 defendió la Canarinha sub-15, fue parte del plantel que jugó el Torneo Nike Friendlies.
Fue convocado para jugar el Mundial sub-17 de 2013, anotó un gol en los dos encuentros que disputó pero Brasil quedó eliminado en cuartos de final ante México, el encuentro terminó 1 a 1 y luego de la prórroga fueron a penales, Gabriel era el quinto para patear, sus compañeros habían anotado y como el rival falló un penal, la victoria estuvo en sus pies, pero el portero le detuvo el disparo y posteriormente perdieron 11 a 10.
El 27 de noviembre fue incluido en la lista de jugadores para disputar el Sudamericano sub-20 de 2015 en Uruguay. Disputó 7 partidos, anotó un gol y Brasil clasificó al Mundial, pero no fue convocado de nuevo.
El 28 de septiembre de 2015, fue citado para ser parte de la selección olímpica de Brasil en partidos amistosos. Debutó el 9 de octubre contra República Dominicana, ingresó en el segundo tiempo y ya en tiempo cumplido anotó un gol para cerrar el triunfo por 6 a 0. Luego el 11 de octubre fue titular contra Haití, aprovechó su oportunidad, anotó dos goles y brindó una asistencia para colaborar en la victoria por 5 a 1.
Para la siguiente fecha FIFA, fue llamado para jugar contra la selección olímpica de Estados Unidos.
En el 2016, volvió a ser convocado para jugar dos amistosos con la olímpica, contra Nigeria y Sudáfrica. Jugó el primer partido como titular, el 24 de marzo, pero perdieron 1 a 0. El 29 de junio de 2016, fue confirmado en el plantel definitivo para defender a Brasil en los Juegos Olímpicos.
Jugó como titular un amistoso contra Japón, previo a los JJ. OO., fue titular, anotó un gol y ganaron 2 a 0.
Debutó en los Juegos Olímpicos de Río de Janeiro el 4 de agosto en el Estadio Mané Garrincha ante más de 69.300 espectadores, jugó como titular contra Sudáfrica en el primer partido del grupo, y empataron 0 a 0.
El 20 de agosto de 2016, en el Maracaná ante 63.700 espectadores, se disputó la final del torneo, contra Alemania. Fue un partido parejo, que comenzaron ganando gracias a un gol de tiro libre de Neymar, pero los europeos lo empataron. Fueron a una prórroga pero el resultado se mantuvo y finalizaron 120 minutos con un empate 1 a 1. Mediante penales, se decidió el campeón, Brasil se impuso 5 a 4 y logró su primera medalla de oro en el fútbol.

#### Participaciones en juveniles
| Competición                             | Sede    | Resultado        | Partidos | Goles |
| --------------------------------------- | ------- | ---------------- | -------- | ----- |
| Copa Mundial de Fútbol Sub-17 de 2013   | EAU     | Cuartos de final | 2        | 1     |
| Campeonato Sudamericano sub-20 de 2015  | Uruguay | Cuarto puesto    | 7        | 1     |
| Juegos Olímpicos de Río de Janeiro 2016 | Brasil  | Campeón          | 6        | 2     |

### Absoluta
El 26 de marzo de 2016, fue convocado por Dunga para la fecha 6 de las eliminatorias a Rusia 2018, debido a la suspensión de Neymar por tarjetas amarillas. Estuvo en el banco de suplentes contra Paraguay con la camiseta número 10, no ingresó y empataron 2 a 2.
El 29 de abril fue reservado, en un plantel preliminar de la Copa América Centenario. Fue confirmado en la lista definitiva el 5 de mayo, entre los 23 jugadores para disputar la Copa América.
Debutó con la selección el 29 de mayo, en un partido amistoso contra Panamá, en el Dick's Sporting Goods Park, ingresó al minuto 64 con la camiseta número 11 y 10 minutos le bastaron para anotar su primer gol con La Canarinha y cerrar el triunfo por 2 a 0.
Ya en Estados Unidos, comenzaron la Copa América enfrentando a Ecuador el 4 de junio, en el minuto 62 Gabriel ingresó y debutó en una competición oficial, el partido finalizó 0 a 0.
En el segundo partido del grupo, que se jugó el 8 de junio, su rival fue Haití, Gabigol nuevamente comenzó desde el banquillo, pero con el partido 3 a 0 a favor, ingresó para comenzar el segundo tiempo, en el minuto 59 anotó un gol, su primero en un certamen continental mayor, ganaron 7-1.
El 12 de junio, jugó como titular contra Perú, inquietó a la defensa inca pero con un polémico gol peruano, Brasil quedó eliminado en la fase de grupos.
Luego de ganar la medalla de oro en los Juegos Olímpicos, fue citado el 22 de agosto por el nuevo entrenador, Tite, para las fechas FIFA de septiembre.

#### Participaciones en Copas América
| Torneo                  | Sede           | Resultado      | Partidos | Goles |
| ----------------------- | -------------- | -------------- | -------- | ----- |
| Copa América Centenario | Estados Unidos | Fase de grupos | 3        | 1     |
| Copa América 2021       | Brasil         | Subcampeón     | 5        | 1     |

### Detalles de partidos
| Con Brasil Sub-23 | Con Brasil Sub-23    | Con Brasil Sub-23                 | Con Brasil Sub-23       | Con Brasil Sub-23       | Con Brasil Sub-23                          | Con Brasil Sub-23 | Con Brasil Sub-23     | Con Brasil Sub-23 | Con Brasil Sub-23 |
| N.º               | Rival                | Resultado                         | Fecha                   | Lugar                   | Competencia                                | Goles             | Asistencias           | Ref.              |                   |
| ----------------- | -------------------- | --------------------------------- | ----------------------- | ----------------------- | ------------------------------------------ | ----------------- | --------------------- | ----------------- | ----------------- |
| 1                 | República Dominicana | 6:0 (3:0)                         | 9 de octubre de 2015    | Manaus · Brasil         | Amistoso                                   | 90+1'             | -                     | 1                 |                   |
| 2                 | Haití                | 5:1 (2:0)                         | 12 de octubre de 2015   | Manaus · Brasil         | Amistoso                                   | 83' (pen.), 86'   | 41' a Vinícius Araújo | 2                 |                   |
| 3                 | Estados Unidos       | 2:1 (1:0)                         | 11 de noviembre de 2015 | Recife · Brasil         | Amistoso                                   | 42'               | -                     | 3                 |                   |
| 4                 | Estados Unidos       | 5:1 (1:1)                         | 15 de noviembre de 2015 | Belém · Brasil          | Amistoso                                   | 43', 81'          | 83' a Luan            | 4                 |                   |
| 5                 | Nigeria              | 0:1 (0:1)                         | 24 de marzo de 2016     | Cariacica · Brasil      | Amistoso                                   | -                 | -                     | 5                 |                   |
| 6                 | Japón                | 2:0 (2:0)                         | 30 de julio de 2016     | Brasilia · Brasil       | Amistoso                                   | 30'               | -                     | 6                 |                   |
| 7                 | Sudáfrica            | 0:0                               | 4 de agosto de 2016     | Brasilia · Brasil       | JJ. OO. de Río de Janeiro Fase de grupos   | -                 | -                     | 7                 |                   |
| 8                 | Irak                 | 0:0                               | 7 de agosto de 2016     | Brasilia · Brasil       | JJ. OO. de Río de Janeiro Fase de grupos   | -                 | -                     | 8                 |                   |
| 9                 | Dinamarca            | 0:4 (0:2)                         | 10 de agosto de 2016    | Salvador · Brasil       | JJ. OO. de Río de Janeiro Fase de grupos   | 26', 80'          | -                     | 9                 |                   |
| 10                | Colombia             | 2:0 (1:0)                         | 13 de agosto de 2016    | São Paulo · Brasil      | JJ. OO. de Río de Janeiro Cuartos de final | -                 | -                     | 10                |                   |
| 11                | Honduras             | 6:0 (3:0)                         | 17 de agosto de 2016    | Río de Janeiro · Brasil | JJ. OO. de Río de Janeiro Semifinal        | -                 | -                     | 11                |                   |
| 12                | Alemania             | 1:1 (1:1, 1:0) (t. s.) (5:4 pen.) | 20 de agosto de 2016    | Río de Janeiro · Brasil | JJ. OO. de Río de Janeiro Final            | -                 | -                     | 12                |                   |

| Con Brasil | Con Brasil | Con Brasil | Con Brasil          | Con Brasil                | Con Brasil                             | Con Brasil | Con Brasil  | Con Brasil | Con Brasil |
| N.º        | Rival      | Resultado  | Fecha               | Lugar                     | Competencia                            | Goles      | Asistencias | Ref.       |            |
| ---------- | ---------- | ---------- | ------------------- | ------------------------- | -------------------------------------- | ---------- | ----------- | ---------- | ---------- |
| 1          | Panamá     | 2:0 (1:0)  | 29 de mayo de 2016  | Denver Estados Unidos     | Amistoso                               | 73'        | -           | 1          |            |
| 2          | Ecuador    | 0:0        | 4 de junio de 2016  | Pasadena Estados Unidos   | Copa América Centenario Fase de grupos | -          | -           | 2          |            |
| 3          | Haití      | 7:1 (3:0)  | 8 de junio de 2016  | Orlando Estados Unidos    | Copa América Centenario Fase de grupos | 58'        | -           | 3          |            |
| 4          | Perú       | 0:1 (0:0)  | 12 de junio de 2016 | Foxborough Estados Unidos | Copa América Centenario Fase de grupos | -          | -           | 4          |            |

## Estilo de juego
Considerado como un prospecto talentoso, Gabriel es conocido por sus habilidades técnicas, creatividad y uso de trucos con la pelota; Debido a su estilo y estilo de juego extravagante, los medios lo apodaron el "próximo Neymar" en 2016.
Durante su paso por Santos y Flamengo, el rol de Gabriel en el campo ha evolucionado; originalmente un alero de apoyo capaz de jugar de espaldas a la portería o en la banda, se transformó en un delantero completo con la tarea principal de encontrar espacio dentro del área de penalti del oponente y sacar goles. Además de posicionarse en ataque, su físico también mejoró, lo que lo llevó a comenzar a ganar más duelos aéreos.
Debido a los recientes cambios en su estilo de juego, se le ha comparado con Mauro Icardi, su excompañero en el Inter de Milán.

## Estadísticas

### Clubes
| Santos F. C. · Brasil |                     |                     |     |              |              |              |    |    |    |     |     |      |      |
| 1.ª | 2013                | 11                  | 1   | -            | -            | 2            | 1  | -  | -  | 13  | 2   | 0,15 |      |
| 1.ª | 2014                | 31                  | 8   | 18           | 7            | 7            | 6  | -  | -  | 56  | 21  | 0,37 |      |
| 1.ª | 2015                | 30                  | 10  | 12           | 3            | 14           | 8  | -  | -  | 56  | 21  | 0,37 |      |
| 1.ª | 2016                | 11                  | 5   | 17           | 7            | 1            | 0  | -  | -  | 29  | 12  | 0,41 |      |
| 1.ª | 2018                | 35                  | 18  | 8            | 4            | 3            | 4  | 7  | 1  | 35  | 27  | 0,77 |      |
| Total club | Total club          | 118                 | 42  | 55           | 21           | 27           | 19 | 7  | 1  | 187 | 83  | 0,44 |      |
| F. C. Internazionale · Italia | 1.ª                 | 2016-17             | 9   | 1            | Inexistentes | Inexistentes | 1  | 0  | -  | -   | 10  | 1    | 0,10 |
| F. C. Internazionale · Italia | Total club          | Total club          | 9   | 1            | 0            | 0            | 1  | 0  | 0  | 0   | 10  | 1    | 0,10 |
| S. L. Benfica Portugal |                     |                     |     |              |              |              |    |    |    |     |     |      |      |
| 1.ª | 2017-18             | 1                   | 0   | Inexistentes | Inexistentes | 2            | 1  | 2  | 0  | 5   | 1   | 0,20 |      |
| Total club | Total club          | 1                   | 0   | 0            | 0            | 2            | 1  | 2  | 0  | 5   | 1   | 0,20 |      |
| C. R. Flamengo · Brasil |                     |                     |     |              |              |              |    |    |    |     |     |      |      |
| 1.ª | 2019                | 29                  | 25  | 12           | 7            | 4            | 2  | 14 | 9  | 59  | 43  | 0.73 |      |
| 1.ª | 2020                | 25                  | 14  | 10           | 8            | 2            | 2  | 6  | 2  | 43  | 26  | 0.63 |      |
| 1.ª | 2021                | 18                  | 12  | 8            | 8            | 6            | 3  | 13 | 11 | 45  | 34  | 0.76 |      |
| 1.ª | 2022                | 29                  | 11  | 13           | 11           | 10           | 3  | 12 | 6  | 64  | 31  | 0.48 |      |
| 1.ª | 2023                | 26                  | 5   | 11           | 5            | 10           | 6  | 11 | 2  | 58  | 18  | 0.31 |      |
| 1.ª | 2024                | 19                  | 4   | 8            | 2            | 7            | 2  | 4  | 0  | 38  | 8   | 0.21 |      |
| Total club | Total club          | 146                 | 71  | 62           | 41           | 39           | 18 | 60 | 30 | 307 | 160 | 0.52 |      |
| Cruzeiro E. C. · Brasil | 1.ª                 | 2025                | 15  | 4            | 7            | 5            | 4  | 0  | 4  | 2   | 30  | 11   | 0.37 |
| Cruzeiro E. C. · Brasil | Total club          | Total club          | 15  | 4            | 7            | 5            | 4  | 0  | 4  | 2   | 30  | 11   | 0.37 |
| Total en su carrera | Total en su carrera | Total en su carrera | 289 | 118          | 124          | 67           | 73 | 38 | 73 | 33  | 558 | 256  | 0.46 |
| (1) Incluye datos del Campeonato Paulista (2014-18); Campeonato Carioca (2019-24); Campeonato Mineiro (2025-Act.). (2) Incluye datos de la Copa de Brasil (2013-16, 2018-Act.); Copa Italia (2017); Copa de la Liga de Portugal (2017); Copa de Portugal (2017); Supercopa de Brasil (2020-Act.). (3) Incluye datos de la Liga de Campeones de la UEFA (2017); Copa Libertadores (2018-Act.). (4) No incluye goles en partidos amistosos. |                     |                     |     |              |              |              |    |    |    |     |     |      |      |

## Palmarés

### Campeonatos regionales
| Título              | Club           | Estado         | Año  |
| ------------------- | -------------- | -------------- | ---- |
| Campeonato Paulista | Santos F. C.   | San Pablo      | 2015 |
| Campeonato Paulista | Santos F. C.   | San Pablo      | 2016 |
| Campeonato Carioca  | C. R. Flamengo | Río de Janeiro | 2019 |
| Campeonato Carioca  | C. R. Flamengo | Río de Janeiro | 2020 |
| Campeonato Carioca  | C. R. Flamengo | Río de Janeiro | 2021 |
| Campeonato Carioca  | C. R. Flamengo | Río de Janeiro | 2024 |

### Títulos nacionales
| Título              | Club           | País   | Año  |
| ------------------- | -------------- | ------ | ---- |
| Serie A             | C. R. Flamengo | Brasil | 2019 |
| Supercopa de Brasil | C. R. Flamengo | Brasil | 2020 |
| Serie A             | C. R. Flamengo | Brasil | 2020 |
| Supercopa de Brasil | C. R. Flamengo | Brasil | 2021 |
| Copa de Brasil      | C. R. Flamengo | Brasil | 2022 |
| Copa de Brasil      | C. R. Flamengo | Brasil | 2024 |

### Torneos internacionales
| Título                       | Club o selección | Sede           | Año  |
| ---------------------------- | ---------------- | -------------- | ---- |
| Juegos Olímpicos             | Brasil olímpica  | Río de Janeiro | 2016 |
| Copa Libertadores de América | C. R. Flamengo   | Lima           | 2019 |
| Recopa Sudamericana          | C. R. Flamengo   | Río de Janeiro | 2020 |
| Copa Libertadores de América | C. R. Flamengo   | Guayaquil      | 2022 |

### Distinciones individuales
| Distinción                                                                         | Año  |
| ---------------------------------------------------------------------------------- | ---- |
| Goleador del COTIF (3 goles)                                                       | 2014 |
| Goleador de la Copa de Brasil (6 goles)                                            | 2014 |
| Parte de los 50 mejores futbolistas sub-18 del mundo según medio Goal.com          | 2014 |
| Goleador de la Copa de Brasil (8 goles)                                            | 2015 |
| Bola de Prata (jugador revelación del Campeonato Brasilero)                        | 2015 |
| Jóvenes promesas de Brasil para Pasión Fútbol (puesto 1)                           | 2016 |
| Parte de los 50 mejores futbolistas sub-20 del mundo según medio La Gazzetta       | 2016 |
| Parte de los 59 mejores futbolistas sub-21 del mundo (#11) según medio FourFourTwo | 2016 |
| Máximo goleador del Brasileirão (18 goles)                                         | 2018 |
| Máximo goleador de la Copa Libertadores (9 goles)                                  | 2019 |
| Máximo goleador del Brasileirão (25 goles)                                         | 2019 |
| Futbolista del año en Sudamérica                                                   | 2019 |
| Miembro del Equipo Ideal de América                                                | 2019 |
| Máximo goleador del Campeonato Carioca (8 goles)                                   | 2020 |
| Máximo goleador de la Copa Libertadores (11 goles)                                 | 2021 |
| Mejor jugador de la Copa Libertadores                                              | 2021 |
| Miembro del Equipo Ideal de América                                                | 2021 |
| Máximo goleador del Campeonato Carioca (9 goles)                                   | 2022 |
| Parte de los 100 mejores jugadores del mundo según The Guardian                    | 2022 |
| Miembro del Equipo Ideal de América                                                | 2022 |

### Otras distinciones
- Campeonato Paulista Sub-13: 2008
- Campeonato Paulista Sub-15: 2010
- Campeonato Paulista Sub-17: 2012
- Campeonato Paulista (2): 2013, 2014
- Copa de Brasil: 2015
- Copa Mundial de Clubes: 2019
- Campeonato Carioca: 2022

## Vida personal

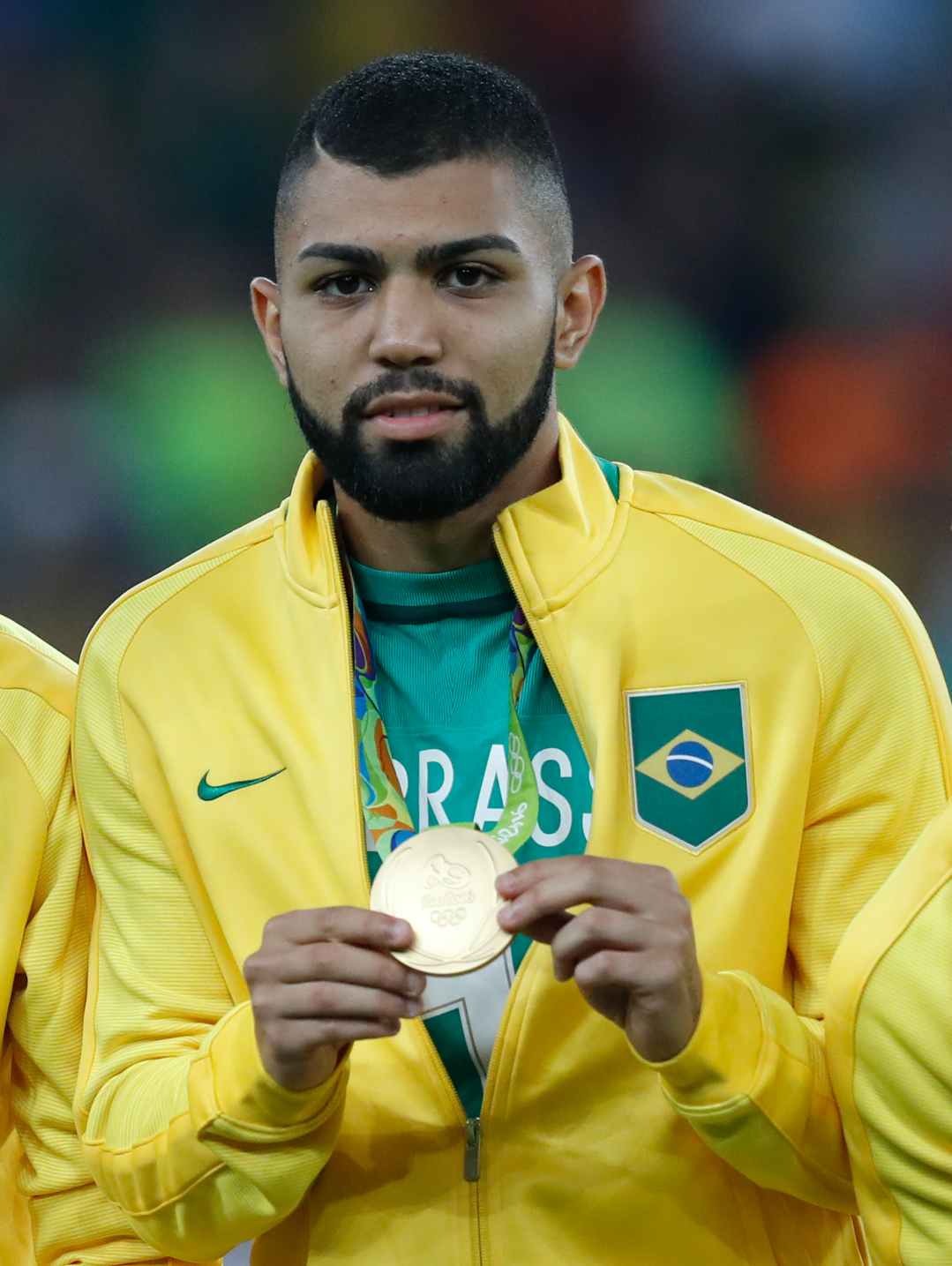
Gabigol con la medalla dorada de los Juegos Olímpicos de Río.

### Hacinamiento en la pandemia
El 14 de marzo de 2021, en un período crítico de la pandemia de COVID-19 fue detenido durante un operativo de la Policía Civil por participar en una aglomeración con más de 200 personas, entre ellas MC Gui, en un casino clandestino de Vila Olímpia (noble de barrio de São Paulo).
El 26 de abril en una audiencia en línea, Gabriel aceptó un acuerdo para pagar 100 salarios mínimos (equivalentes a 110.000 reales) para evitar ser procesado por un delito contra la salud pública por el episodio.

### Carrera como rapero y tienda
El 30 de agosto de 2021, en su cumpleaños número 25, Gabriel debutó en su trayectoria musical bajo el nombre artístico Lil Gabi, con el lanzamiento del sencillo «Sei Lá», tema compuesto por él mismo y el rapero Choji, con la producción del también rapero Papatinho. El mismo día, también anunció su tienda oficial, Gabigol Store, en asociación con Mercado Livre y Webfone. La tienda es un proyecto que ofrece una serie de productos licenciados, desde belleza y cuidado personal hasta artículos de decoración, con piezas tanto de la marca personal de Gabriel (GABIGOL) como para niños (Gabigolzinho).